# Józef Koredczuk
Józef Koredczuk (ur. 1956) – polski prawnik, historyk prawa i specjalista prawa wyznaniowego, profesor nauk społecznych w zakresie prawa, nauczyciel akademicki Wydziału Prawa i Administracji Uniwersytetu Opolskiego (WPiA UO) i Wydziału Prawa, Administracji i Ekonomii Uniwersytetu Wrocławskiego (WPAiE UWr).

## Wykształcenie i kariera naukowa
W 1985 ukończył studia prawnicze na Wydziale Prawa i Administracji UWr, w 1996 uzyskał tam stopień naukowy doktora nauk prawnych (na podstawie pracy Ordynacja kryminalna Józefa I z 1707 roku (Z dziejów procesu karnego na Śląsku w pierwszej połowie XVIII wieku) napisanej pod kierunkiem Mariana Ptaka), a w 2008 stopień doktora habilitowanego nauk prawnych. W 2021 prezydent RP nadał mu tytuł profesora.
Został zatrudniony w Zakładzie Powszechnej Historii Państwa i Prawa na WPAiE UWr oraz w Katedrze Historii Państwa i Prawa na WPiA UO.

## Członkostwo w stowarzyszeniach naukowych
Jest członkiem Polskiego Towarzystwa Prawa Wyznaniowego.

## Wybrane publikacje
- Ordynacja kryminalna Józefa I z 1707 roku. Z dziejów procesu karnego na Śląsku w pierwszej połowie XVIII, Wrocław 1999
- Wpływ nurtu socjologicznego na kształt polskiego prawa karnego procesowego w okresie międzywojennym, Wrocław 2007
- Prawo wyznaniowe. Przeszłość i teraźniejszość. Materiały XI Konferencji Historyków Państwa i Prawa, (redaktor naukowy) Wrocław 2008
- Właściwość sądów w sprawach karnych w Polsce w latach 1928-1939, Wrocław 2013[4]